# Elzéar Hamel
Elzéar Hamel (* 4. Mai 1871 in Montreal; † 26. Dezember 1944 ebenda) war ein kanadischer Schauspieler.
Hamel trat bereits siebenjährig mit Amateurschauspieltruppen auf. 1898 debütierte er am Théâtre des variétés, 1900 wechselte er zum neu eröffneten Théâtre national, dem er über dreizehn Spielzeiten angehörte. Hier hatte er Erfolge in Adolphe d’Ennerys Adaption von Jules Vernes Michel Strogoff, La Mulâtresse von Dion Boucicault und Madame Sans-Gêne von Victorien Sardou. Am Théâtre canadien trat er 1914 in Bernard Henris Chanteur des rues auf. In den 1920er Jahren tourte er auch durch Ontario, Quebec und New England, bevor er sich 1931 von der Bühne zurückzog und nur noch für den Rundfunk arbeitete.
Seit 1916 entstanden für Columbia Records und His Master’s Voice humoristische Sketche in der Rolle des Ladébauche, einer von dem Karikaturisten Aldéric Bourgeois geschaffenen Figur, darunter Ladébauche au téléphone, Ladébauche, dompteur de lions und Ladébauche, le rebouteux.